# Musée d'Antioquia
Pour les articles homonymes, voir Antioquia (homonymie).
Le Musée d'Antioquia est le musée le plus important de Medellín et l'un des plus connus en Colombie. Il est le premier musée fondé dans le département d'Antioquia et le deuxième plus ancien de Colombie. Il est situé en plein centre de Medellín, en face de la place Botero.
Le musée d'Antioquia est classé « monument national » depuis 1995.

## Collections
Le Musée d'Antioquia possède la plus grande collection au monde d'œuvres de Fernando Botero.